# Renato Sáinz
Pour les articles homonymes, voir Sainz.
Renato Sáinz, né le 14 décembre 1899 à un lieu inconnu en Bolivie et mort le 28 décembre 1982, est un footballeur international bolivien, qui évoluait au poste de milieu de terrain.

## Biographie
Il joue pendant sa carrière de 1926 à 1930 dans le club bolivien de The Strongest, une des équipes de la capitale.
Sáinz prend part à six des neuf premiers matchs internationaux de l'histoire de son pays, en participant à la Copa América 1926 au Chili, à la Copa América 1927 au Pérou, mais surtout à la coupe du monde 1930 en Uruguay avec l'équipe de Bolivie, sélectionné avec 16 autres joueurs boliviens par l'entraîneur Ulises Saucedo.
Le pays ne passe pas le premier tour lors du tournoi, et perd deux fois de suite 4-0 contre la Yougoslavie et contre le Brésil.